# 胡安·佩德罗·古铁雷斯
胡安·佩德罗·古铁雷斯（西班牙語：Juan Pedro Gutiérrez，1983年10月10日—），阿根廷男子篮球运动员。他曾代表阿根廷参加2008年和2012年夏季奥林匹克运动会篮球比赛，其中2008年奥运会获得一枚铜牌。